# Cassoulet

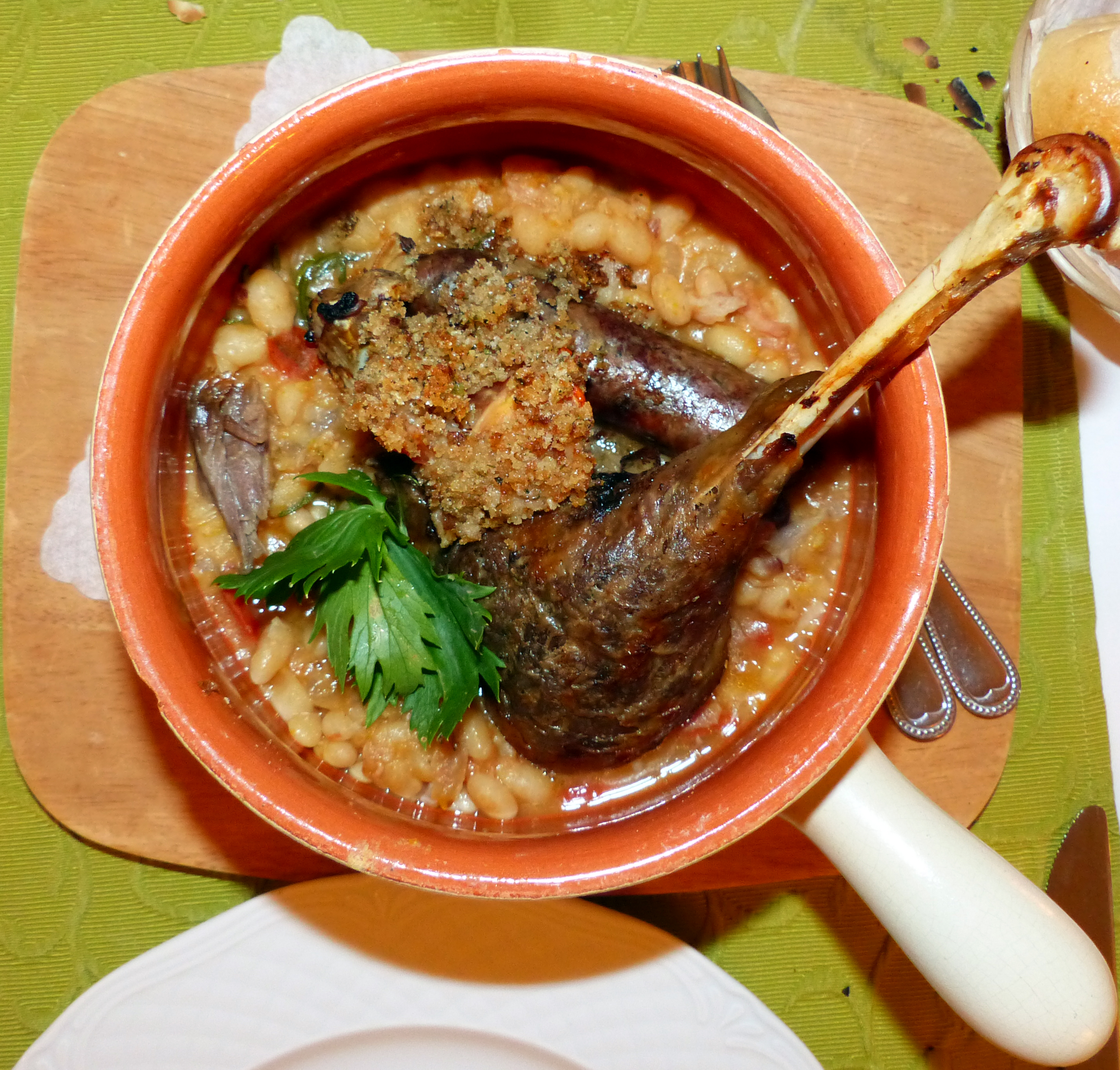
Cassoulet mit Gänsekeule und Gänsewurst

Cassoulet mit Kruste

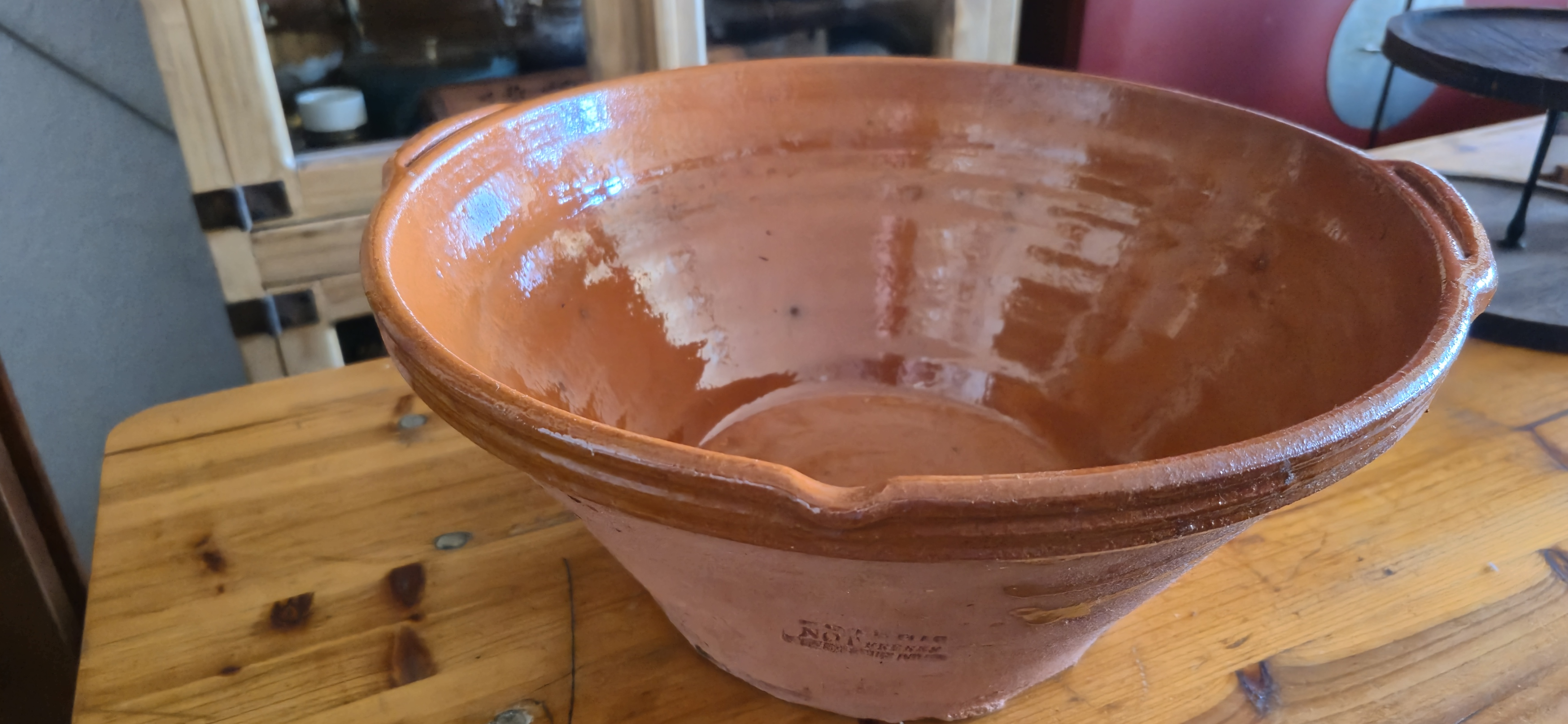
Cassole

Cassoulet ist ein Eintopf der französischen Küche. Er besteht aus weißen Bohnen, gepökeltem Fleisch und Würstchen. Das verwendete Fleisch kann von der Gans oder Ente, dem Schwein und dem Hammel (Lamm) stammen. Das Gericht wird am Ende der Garzeit im Ofen überbacken.

## Herkunft und Etymologie
Das Eintopfgericht stammt aus der Region des südwestlichen Languedoc und des Toulousain. Der Name rührt von einem Tontopf her, in dem es ursprünglich zubereitet wurde, dem cassole, abgeleitet vom französischen cassolette für „Pfännchen“. Es handelt sich um eine irdene Keramikform, die traditionell in reiner Handarbeit in einem kleinen Dorf in der Nähe von Castelnaudary hergestellt wird. Die „Urheberschaft“ des Cassoulet wird sowohl von Castelnaudary als auch von Carcassonne und Toulouse beansprucht.
Die für das Gericht verwendete Gartenbohne gelangte im Rahmen von Christoph Kolumbus’ zweiter Reise 1494 oder 1495 nach Europa. Zu diesem Zeitpunkt war in Europa nur die Ackerbohne bekannt, die als schwer verdaulich und Flatulenz fördernd galt und zudem im Ruf stand, Favismus zu verursachen. Die Gartenbohne ist für Frankreich erst für 1594 nachweisbar; in Rezeptbüchern taucht sie erstmals Mitte des 17. Jahrhunderts auf. Früher kann das Cassoulet mithin nicht entstanden sein.

## Zubereitung
Bohnen und Fleisch werden mit Salz, Pfeffer, Knoblauch, Wasser, wenigen Kräutern (Thymian, Lorbeer) und manchmal auch mit Tomaten langsam auf dem Herd gekocht und schließlich bei niedriger Temperatur ohne Deckel im Backofen fertig gegart, was insgesamt mehrere Stunden beansprucht. Die beim Backen entstehende Kruste wird mehrmals untergerührt, und das Gericht wird weitergebacken, bis eine neue Kruste entsteht; dem Volksmund zufolge soll dies sieben Mal geschehen, bis das Cassoulet fertig ist. Von vielen Köchen werden Semmelbrösel darüber gestreut, um die Krustenbildung zu unterstützen. Zum Charakter des Gerichts trägt die Verwendung von Schmalz, einem im westlichen Teil des Languedoc traditionell verwendeten Bratfett, bei; Olivenöl kommt nicht zum Einsatz.
Das Cassoulet de Castelnaudary (auf die Art von Castelnaudary) wird unter Zugabe von Gänseconfit und Knoblauchwurst zubereitet. Ihm ähnelt das Cassoulet de Toulouse (auf Toulouser Art). Statt Gänseconfit wird hier gern Entenconfit verwendet. In der Restaurantküche werden die Fleischstücke zuweilen getrennt zubereitet (in Schweine- und Gänseschmalz gebraten) und unmittelbar vor dem Auftragen des Cassoulets dem Bohneneintopf beigefügt. Traditionell werden alle Zutaten zusammen geschmort, damit sich ihre Aromen gut verbinden. Wird Confit getrennt zubereitet oder auch ohne Cassoulet angerichtet, wird es mit ein wenig von seinem Fett in der Pfanne aufgebraten oder kurz gegrillt. Oft werden dem Cassoulet separat vorgegarte Stücke von Schweinerücken oder -schulter und Hammel- oder Lammschulter beigegeben; dazu werden sie entbeint, in Scheiben oder mundgerechte Stücke geschnitten und im Bohneneintopf im Ofen zu Ende gebacken. Schweinefleisch kann – wie im Cassoulet de Carcassonne (auf Carcassonner Art) – auch gänzlich das Gänse- oder Entenfleisch ersetzen.
Ursprünglich wurden für Cassoulet lokal angebaute Bohnensorten wie die haricots lingots aus Castelnaudary verwendet. Durch Importe führen diese Bohnensorten bei der Cassoulet-Zubereitung aber nur noch ein Nischendasein.

## Rezeption
Das Gericht hat frankreichweit einen hohen Stellenwert; die Süddeutsche Zeitung bezeichnet es als „so etwas wie ein Nationalgericht“, die Zeit als „legendäres Eintopfgericht“.
Prosper Montagné, einer der renommiertesten französischen Köche der Belle Époque, sagte, das Cassoulet sei „der Gott der okzitanischen Küche und zwar ein dreieiniger. Der Vater ist das Cassoulet von Castelnaudary, der Sohn das Cassoulet von Carcassonne und der heilige Geist das von Toulouse“.
Der Schriftsteller Anatole France berichtet in seiner Histoire comique von Mère Clémence, einer Pariser Gastronomin, deren Cassoulet bereits seit 20 Jahren geköchelt habe, in denen sie von Zeit zu Zeit immer wieder getrocknete Bohnen, Confit, Hammel- und Schweinefleisch hinzufügte.
Die französische Post legte im Jahr 2003 eine Briefmarke mit einer Darstellung des Gerichts als Motiv auf.